# Mirela Rahneva
Mirela Rahneva (* 26. Juli 1988 in Russe, Bulgarien) ist eine kanadische Skeletonpilotin.

## Werdegang
Mirela Rahneva stammt aus Bulgarien und zog 1997 mit ihrer Familie nach Kanada. Während ihrer Schulzeit sowie während ihres Studiums an der University of Guelph spielte sie Rugby und begann 2012 mit dem Skeletonsport. Sie ging bereits am Ende der Saison 2012/13 erstmals im Nordamerikacup an den Start, wo sie in Lake Placid zweimal Zehnte wurde. In der darauf folgenden Saison startete sie bei fünf Saisonrennen und konnte als beste Platzierung Rang 6 verzeichnen, erneut in Lake Placid. Im Winter 2014/15 nahm sie erstmals an allen acht Saisonrennen im Nordamerikacup teil und gewann dabei viermal. Durch Platzierungen zwischen 2 und 8 in den übrigen Rennen konnte sie die Gesamtwertung vor Lauren Salter und Grace Dafoe gewinnen. Auch zu Beginn der Saison 2015/16 startete sie im Nordamerikacup und belegte zunächst zwei dritte Ränge in Whistler. Anschließend wechselte Rahneva in den Europacup und gewann dort jeweils beide Rennen in Sigulda und St. Moritz. In der Gesamtwertung wurde sie Zweite hinter Janine Becker.
Im Winter 2016/17 gab Rahneva ihr Debüt im Weltcup und erreichte bereits bei ihrem zweiten Start in Lake Placid mit dem dritten Rang einen Platz auf dem Podest.

## Platzierungen nach Saison
| Saison  | Weltcup | WM     | WM    | OS  |
| Saison  | Weltcup | Einzel | Mixed | OS  |
| ------- | ------- | ------ | ----- | --- |
| 2016/17 | 3.      | 8.     | 7.    | –   |
| 2017/18 | 8.      | −      | −     | 5.  |
| 2018/19 | 3.      | 12.    | 2.    | –   |
| 2019/20 | 5.      | 16.    | 10.   | –   |
| 2020/21 | −       | −      | −     | –   |
| 2021/22 | 8.      | –      | –     | 12. |
| 2022/23 | 3.      | 3.     | 6.    | –   |
| 2023/24 | 12.     | 7.     | −     | –   |

## Weltcupsiege
| Nr. | Datum         | Ort        | Bahn                                    |
| --- | ------------- | ---------- | --------------------------------------- |
| 01. | 20. Jan. 2017 | St. Moritz | Olympia Bob Run St. Moritz–Celerina     |
| 02. | 25. Jan. 2019 | St. Moritz | Olympia Bob Run St. Moritz–Celerina     |
| 03. | 22. Feb. 2019 | Calgary    | Calgary’s WinSport Bobsleigh/Luge Track |
| 04. | 1. Dez. 2022  | Park City  | Utah Olympic Park Track                 |
| 05. | 2. Feb. 2024  | Sigulda    | Rodelbahn Sigulda                       |